# Akkathangiyarakatte Kaval, Tumkur
Akkathangiyarakatte Kaval là một làng thuộc tehsil Tumkur, huyện Tumkur, bang Karnataka, Ấn Độ.